# Высотинский сельсовет
Высо́тинский сельсове́т — муниципальное образование со статусом сельского поселения в Сухобузимском районе Красноярского края России.
Административный центр — село Высотино.

## Население
| 2010 | 2012  | 2013  | 2014  | 2015  | 2016  | 2017  |
| ---- | ----- | ----- | ----- | ----- | ----- | ----- |
| 1765 | ↘1716 | ↘1670 | ↘1656 | ↘1637 | ↗1657 | ↘1645 |

## Состав сельского поселения
| Название     | Статус  | Население | Расстояние от районного центра, км | Расстояние от центра сельского поселения, км | ОКТМО          | Координаты                      |
| ------------ | ------- | --------- | ---------------------------------- | -------------------------------------------- | -------------- | ------------------------------- |
| Высотино     | село    | 986       | 8                                  | адм. центр                                   | 04 651 407 101 | 56°33′05″ с. ш. 93°24′08″ в. д. |
| Абакшино     | село    | 211       | 33                                 | 25                                           | 04 651 407 106 | 56°34′23″ с. ш. 93°41′25″ в. д. |
| Кекур        | село    | 234       | 23                                 | 15                                           | 04 651 407 111 | 56°36′56″ с. ш. 93°34′35″ в. д. |
| Седельниково | деревня | 334       | 8                                  | 2                                            | 04 651 407 116 | 56°31′31″ с. ш. 93°23′48″ в. д. |

## Местное самоуправление
Глава муниципального образования — Корпушенко Сергей Владимирович, избран 14 марта 2010 года, срок полномочий — 5 лет. Адрес администрации: 663047, Сухобузимский район, с.Высотино, ул. 40 лет Победы, 1
телефон: +7 (39199) 3-24-01.